# Palicourea quadrifolia
Palicourea quadrifolia är en måreväxtart som först beskrevs av Edward Rudge, och fick sitt nu gällande namn av Dc.. Palicourea quadrifolia ingår i släktet Palicourea och familjen måreväxter.

## Underarter
Arten delas in i följande underarter:
- P. q. leticiana
- P. q. quadrifolia